# Robert Tocquet
Robert Tocquet (Saint-Oulph, 5 giugno 1898 – Issy-les-Moulineaux, 23 settembre 1993) è stato un parapsicologo, docente e scrittore francese.
Professore di scienze fisiche, chimiche e naturali, nelle sue 53 monografie, molti delle quali tradotti in una dozzina di lingue, dimostrò una vasta conoscenza su argomenti quali la salute, l'arte di rimanere giovani, lo sviluppo personale, la memoria e l'apprendimento, la metagnomia che riconduce ad un'unica causa un'ampia varietà di fenomeni paranormali.
Eletto presidente dell'Institut métapsychique international di Parigi il 9 ottobre 1982, conobbe i più noti parapsicologi francesi della sua epoca: Charles Richet, René Sudre, Eugène Osty, René Warcollier, fra gli altri.
La sede dell'istituto conserva presunti calchi medianici, ottenuti da entità invisibili invocate durante delle sedute spiritiche e resi rilevabili con un metodo inventato da Tocquet e Gelay, di fattura simile a quelle prodotte agli inizi del '900 da Ernesto Bozzano al castello di Millesimo, in provincia di Savona.
Tocquet fu membro dell'École d'anthropologie, creata nel 1875 da Paul Broca, Louis-Adolphe Bertillon e da Jean Louis Armand de Quatrefages de Bréau all'interno della società antropologica di Parigi. e riconosciute come ente di pubblica utilità nel 1889.
In una lettera del 1963 indirizzata ad alcuni esponenti del Cerchio 77 di Firenze, e da loro condivisa nel contenuto, afferma che:
(Robert Toucquet, Les povoirs secret de l'homme, Les productions de Paris, 1963,p. 530.)